# Press-Presslöt-Verbindung
Als Press-Presslöt-Verbindung (PV-PLV) wird die Kombination aus einer Pressverbindung und einer Presslöt-Verbindung bezeichnet. Man bringt eine dünne Lotschicht zwischen die Fügeflächen der Pressverbindung an, wodurch die Momentenübertragungsfähigkeit der Fügeverbindung steigt.

## Presslöten
Das Presslöten ist eine Sonderform des Lötens und zählt zu den stoffschlüssigen Fügeverbindungen. Dabei wird der Lotwerkstoff, im Gegensatz zum Schmelzlöten, nicht thermisch aufgeschmolzen. Besonders an den Rauheitsspitzen, wo der geringste Abstand zwischen Lot und Fügeteil herrscht, werden die Atome des Lotwerkstoffes an den Grundwerkstoff durch Diffusion angenähert, wodurch eine Erhöhung des stoffschlüssigen Anteils der Fügeverbindung entsteht. Voraussetzung hierfür ist ein metallischer Kontakt der Oberflächen. Als geeignete metallische Kontaktschichten haben sich Aluminium, Zink oder Kupfer herausgestellt. Der Zusatzwerkstoff kann über verschiedene Verfahren aufgebracht werden. Dies findet vorrangig galvanisch oder über das Reibauftragslöten statt. 
Beim Reibauftragslöten wird der Lotwerkstoff, durch Einbringen von mechanischer Energie in den Wirkbereich und deren Umwandlung durch Reibung in Wärme, aufgeschmolzen und die Oberfläche in einer fortlaufenden Bewegung beschichtet.

## Eigenschaften einer PV-PLV
Die Press-Presslöt-Verbindung stellt die Kombination einer elementaren Pressverbindung mit einer Presslöt-Verbindung dar. Diese lässt sich realisieren, indem einer der Fügepartner mit einer dünnen Lotschicht beschichtet wird, die vom Grundwerkstoff der Welle und der Nabe abweicht. Es entsteht eine kombinierte Fügeverbindung, die sowohl über kraft- als auch stoffschlüssige Eigenschaften verfügt. Der für die Pressverbindung notwendige Druck bewirkt, dass sich lokale PV-PLV aufbauen können. Daraus resultiert eine Erhöhung der Gesamtfestigkeit der Verbindung. Dabei bleiben die Vorteile der kraftschlüssigen Pressverbindungen, wie die einfache Herstellung und gute Zentrierung erhalten. 

## Vorteile einer PV-PLV
- Ein wesentlicher Vorteil einer PV-PLV ist hohe Gesamtfestigkeit der Verbindung (bei einer zinkbeschichteten PV-PLV kann die Verbindungsfestigkeit das 3fache einer vergleichbaren Pressverbindung erreichen).
- Durch die minderharte Lotschicht werden die Verschleißmechanismen, die bei Pressverbindungen  bekannt sind, z. B. Passungsrost, stark gemindert. Somit ist das Trennen und erneute Fügen der Bauteile ohne Schädigung der Fügeoberflächen möglich, da die minderfeste Lotschicht eine Sollbruchstelle darstellt.
- Press-Presslöt-Verbindungen zeichnen sich durch eine größere Kraftübertragung aus, die, auf Grund weniger Bauraums, eine kleinere Dimensionierung zulassen.
- Bei PV-PLV sind größere Fertigungstoleranzen möglich, was die Fertigungskosten senken kann.
- Es findet keine Veränderung der chemischen Zusammensetzung und keine thermische Verformung der Fügeteile durch die Schweißwärme statt.
- Press-Presslöt-Verbindungen benötigen keines speziellen konstruktiven Zusätze.

## Herstellung einer PV-PLV
Die Herstellung einer PV-PLV lässt sich in drei Schritte unterteilen: das Generieren der Lotschicht, das Fügen der Teile und den Trainiervorgang.

### Generieren der Lotschicht
Die Lotschicht wird durch galvanisches Beschichten, thermisches Spritzen oder Reibauftragslöten von einem oder beider Fügeteile hergestellt. Als Lotwerkstoffe eignen sich vor allem Zink, Kupfer oder Aluminium, wobei vor allem Zink eine sehr gute Verbindungsfestigkeit erreicht. 

### Fügen
Das Fügen der Teile erfolgt durch Längs- oder Querpressen.

#### Längspressen
Längspressen ist das axiale Fügen eines Innenteiles in ein Außenteil. Dabei besteht zwischen beiden Teilen ein Übermaß. Dies geschieht durch ein gewaltsames Eindrücken der Welle in die Nabe mittels mechanischer oder hydraulischer Vorrichtungen. Das Längspressen stellt im Vergleich zum Querpressen das ökonomischere Verfahren dar.

#### Querpressen
Unter Querpressen wird das Aufschieben einer Nabe auf eine mit Übermaß versehenen Welle bezeichnet. Der Fügevorgang geschieht durch Dehnen der Nabe oder Kühlen der Welle, also durch Aufheizen oder Abkühlen der Fügeteile. Die Wärmebehandlung sorgt dafür, dass das Übermaß während des Fügevorgangs beseitigt wird. Die Wahl zwischen Erwärmung und Abkühlung hängt von der Größe des Teiles und den technischen Möglichkeiten ab. Bei der Erwärmung der Nabe ist es nötig, darauf zu achten, dass die Temperatur nicht überschritten wird, da sonst Strukturwandlungen im Werkstoff eintreten können (bei Stahl etwa 200 bis 400 °C). 

### Trainieren
Durch einen gezielten Energieeintrag kann der Anteil der in der Fuge entstehenden stoffschlüssigen Verbindungen auch nach dem Fügen noch gesteigert werden. Man bezeichnet diesen Vorgang als Trainieren. Dies kann auf zwei Arten stattfinden: zum einen mechanisch, indem durch eine gezielte Verdrehung der Fügepartner so viel Energie eingebracht wird, dass eine Diffusion des aufgebrachten Lotes in Welle und Nabe stattfindet. Eine andere Möglichkeit ist das elektrische Trainieren. Dabei wird versucht, durch Anlegen eines definierten Stromflusses, so viel Wärme in die Fügezone zu bringen, dass, wie beim mechanischen Trainieren, eine Diffusion des Lotes stattfindet.